# Ауторамент

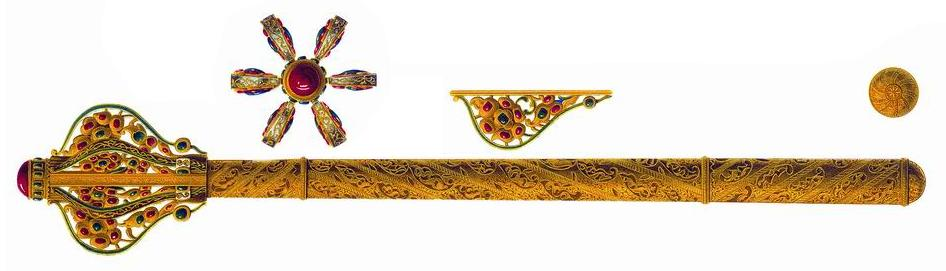
Буздуган — символ влади полковників народового аутораменту

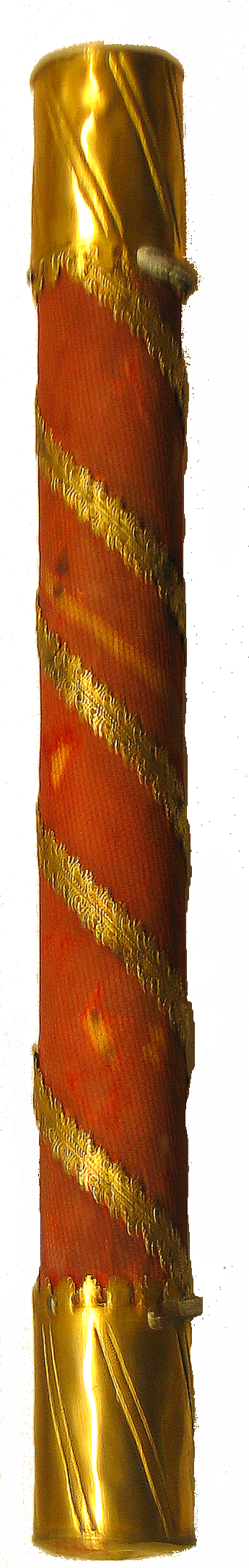
Регімент — символ влади полковників іноземниго аутораменту

Аутора́мент, авторамент (пол. autorament, лат. auctoramentum — «платня фехтувальна») — вид найму війська у Речі Посполитій. Як і у всіх країнах Європи, у 1630-х роках король Владислав IV Ваза провів реформування найманого війська, поділивши його на аутораменти народовий і іноземний.

## Ауторамент народовий
До народового аутораменту набирали за товариською системою вербування, коли завербований товариш приводив з собою почет (почетові, поштові), коней, челядь. Тактичною одиницею була корогва, якою командував ротмістр і поручник, а товариші виконували роль підофіцерів. Озброєння і одяг відповідав польським взірцям. Дані підрозділи почали занепадати після Великої Північної війни з Карлом ХІІ, показавши свою неефективність з модерною європейською тактикою бою, озброєнням.
До народового ауторименту входили підрозділи:
- Гусарії
- Панцерних козаків
- Кінноти козаків
- Петигорійців
- Кавалерії татарської
- Кавалерії волоської
- Угорської піхоти
- Піхоти польсько-угорської
- Піхоти польської

## Ауторамент іноземний
Вербування проводилось згідно з системою вільного бубна — індивідуального найму. Тактичною одиницею були регімент і ескадрон, що складались з декількох компаній (рот) і штабу. У таких підрозділах офіцерами були переважно іноземці, а підрозділи складались з вільних людей різних національностей, навербованих у Речі Посполитій. Обмундирування у підрозділах було німецького зразка. З кінця XVII ст. за правління Августа ІІ і Августа ІІІ іноземний ауторамент переважно складався з саксонських підрозділів.
До складу аурораменту іноземного входили підрозділи:
- Рейтарів
- Аркебузирів
- Піхоти німецької
- Драгунів
- Артилерії

Навіть товариші з народових підрозділів не могли перебувати під командуванням офіцерів іноземного аутораменту, незалежно від їхнього звання.